# Epidèmia de còlera de 1854 al Berguedà
L'epidèmia de còlera que l'any 1854 va afectar Catalunya, com a tota la península Ibèrica, va tenir una important incidència al Berguedà. Aquell any, el 9,7% de les defuncions documentades de la comarca van ser causades pel còlera morbo. La primera mort documentada de còlera es va produir el dia 25 d'agost a Bagà i l'última el dia 25 de novembre a Gironella. La punta màxima de mortaldat causada per aquest brot de còlera va ser entre mitjans i finals de setembre.
Els municipis i nuclis de població dels quals es tenen dades de les morts causades per còlera l'any 1854 al Berguedà són: Avià, Bagà, Berga, on van morir 668 dels seus 6.000 habitants, Borredà, Casserres, Castell de l'Areny, L'Espunyola, Gironella, Montclar de Berguedà, Montmajor, Olvan, La Pobla de Lillet, Puig-reig, Sagàs, Saldes, Sant Jaume de Frontanyà, Serrateix i La Valldan. Segons aquestes dades la incidència d'aquesta malaltia va ser més important al centre i al sud de la comarca, però també és cert que hi ha pocs municipis de l'Alt Berguedà que tinguin documents d'arxiu d'aquella època, ja que molts van ser destruïts.
L'afectació, per edats, va ser més gran en persones adultes que en infants i joves, essent la franja d'edat entre els 40 i els 65 anys la que va patir més morts. I l'expansió de l'epidèmia a la comarca devia anar de nord a sud, tenint en compte el lloc on es van produir la primera i l'última mort documentada.